# Хватково (Нижньогородська область)
Хватково (рос. Хватково) — присілок в Богородському районі Нижньогородської області Російської Федерації.
Населення становить 70 осіб. Входить до складу муніципального утворення Доскинська сільрада.

## Історія
Від 2004 року входить до складу муніципального утворення Доскинська сільрада.

## Населення
| 1999 | 2002 | 2010 |
| ---- | ---- | ---- |
| 68   | ↗74  | ↘70  |